# Michael Young (bobsleista)
Michael Darcy Young (ur. 15 sierpnia 1944 w Windsor) – kanadyjski bobsleista, dwukrotny medalista mistrzostw świata.

## Kariera
Największe sukcesy w karierze osiągnął w 1965 roku, kiedy zdobył dwa medale podczas mistrzostw świata w St. Moritz. Najpierw w parze z Victorem Emerym zdobył brązowy medal w dwójkach, a następnie wspólnie z Emerym, Geraldem Presleyem i Peterem Kirbym zwyciężył w czwórkach. Był to pierwszy w historii złoty medal dla kanady w tej konkurencji. W 1968 roku wystartował na igrzyskach olimpijskich w Grenoble, zajmując siedemnaste miejsce w czwórkach.